# 红狼牙鰕虎鱼
红狼牙鰕虎鱼（学名：Odontamblyopus rubicundus）为鳗鰕虎鱼科狼牙鰕虎鱼属的鱼类，俗名红亮鱼、麻皮头、赤乃、瘦条、赤九、红鼻条、乃鱼。分布于印度洋北部沿岸、东至印度尼西亚、北至朝鲜、日本以及沿海等，属于近岸暖温性鱼类。其主要生活于底质为泥沙或泥、水深2-20米的浅海区以及穴居于洞深20-30米的泥层中。该物种的模式产地在恒河。